# Oisterwijk
Oisterwijk es un municipio de la provincia de Brabante Septentrional en los Países Bajos. El 30 de abril de 2017 contaba con una población de 25.949 habitantes, en un área de 63,93 km², de los que 1,2 km² corresponden a la superficie ocupada por el agua, con una densidad de 406 h/km². Está formado por dos antiguos municipios, unidos en 1997: Oisterwijk y Moergestel.
La riqueza de sus reservas naturales en bosques y lagos dota al municipio de atractivo turístico, siendo uno de los primeros lugares en los que se abrieron piscinas públicas al aire libre y oficina de turismo.
Tiene estación de ferrocarril en la línea que une Breda con Eindhoven.

## Galería de imágenes

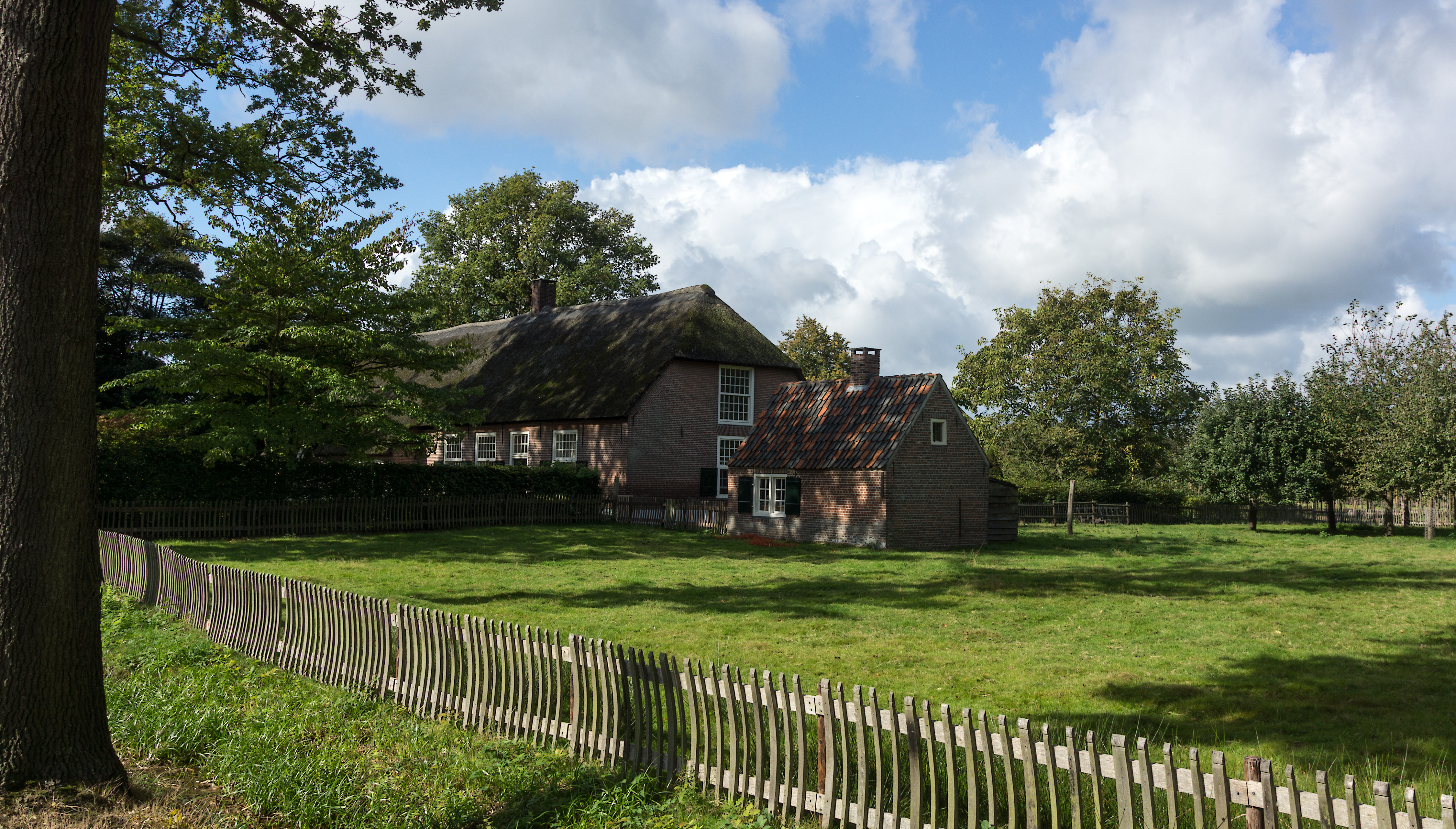
Granja de tipo comunal en la región de Kempen
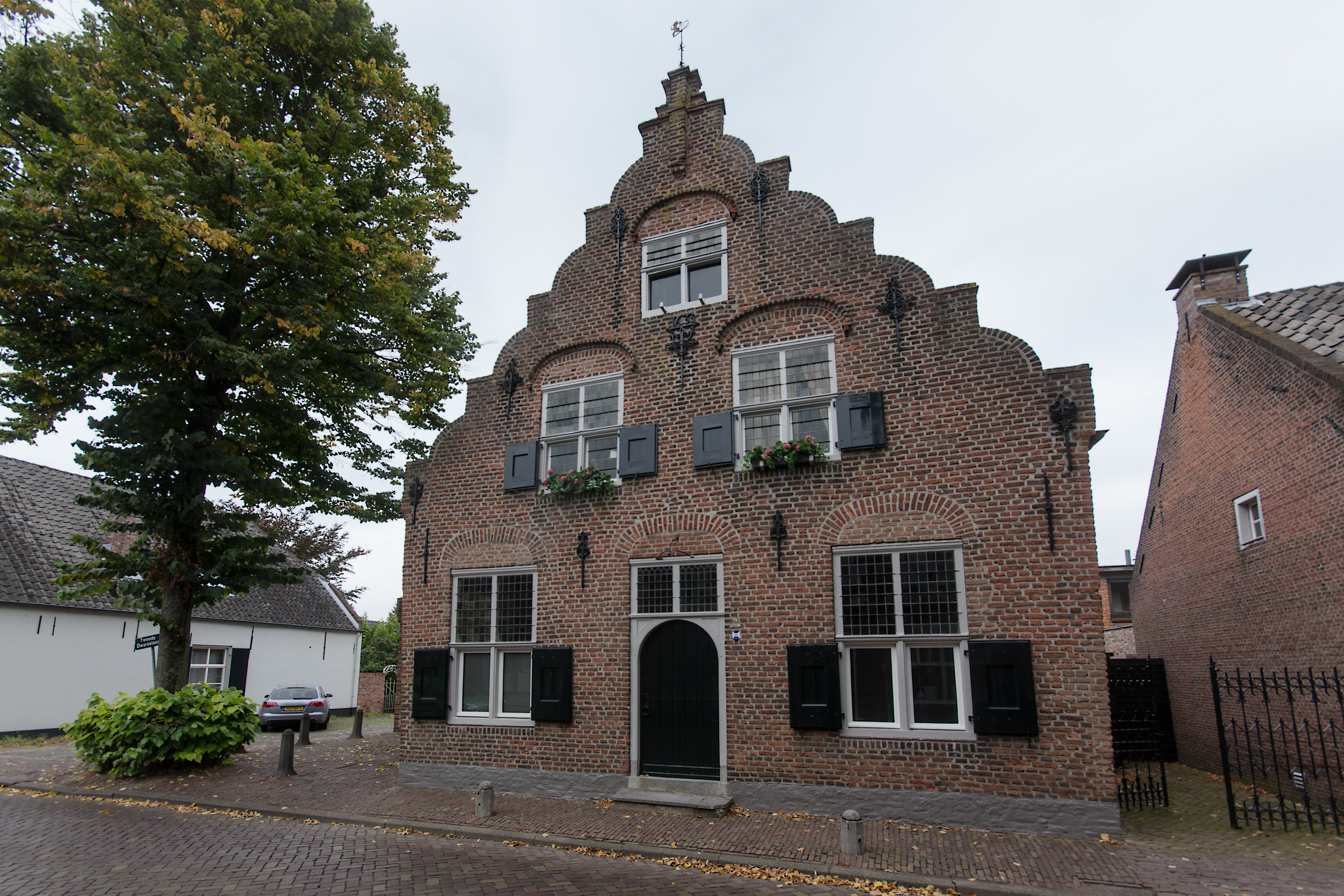
Casa particular fechada en 1633
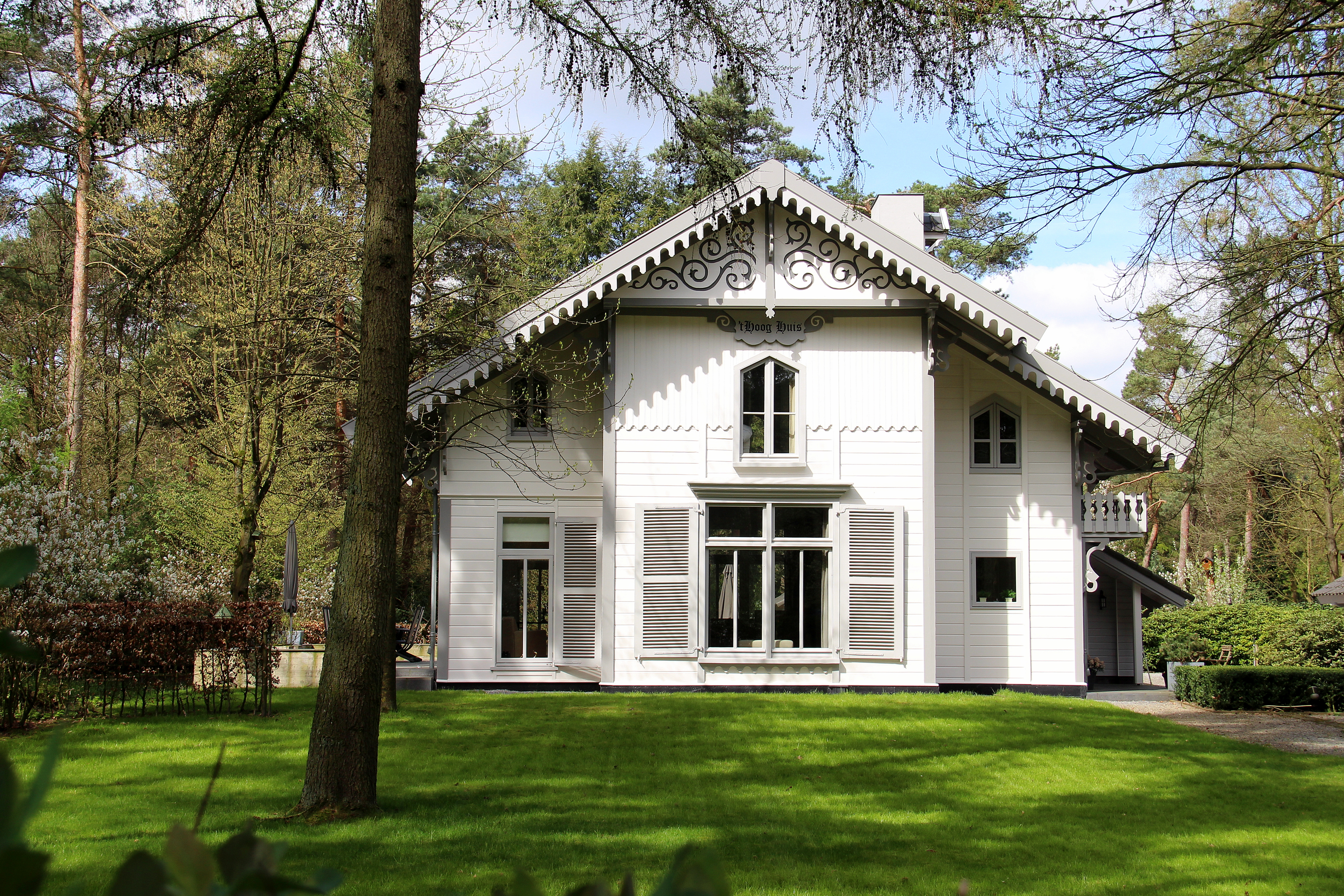
Una villa de finales del siglo XIX
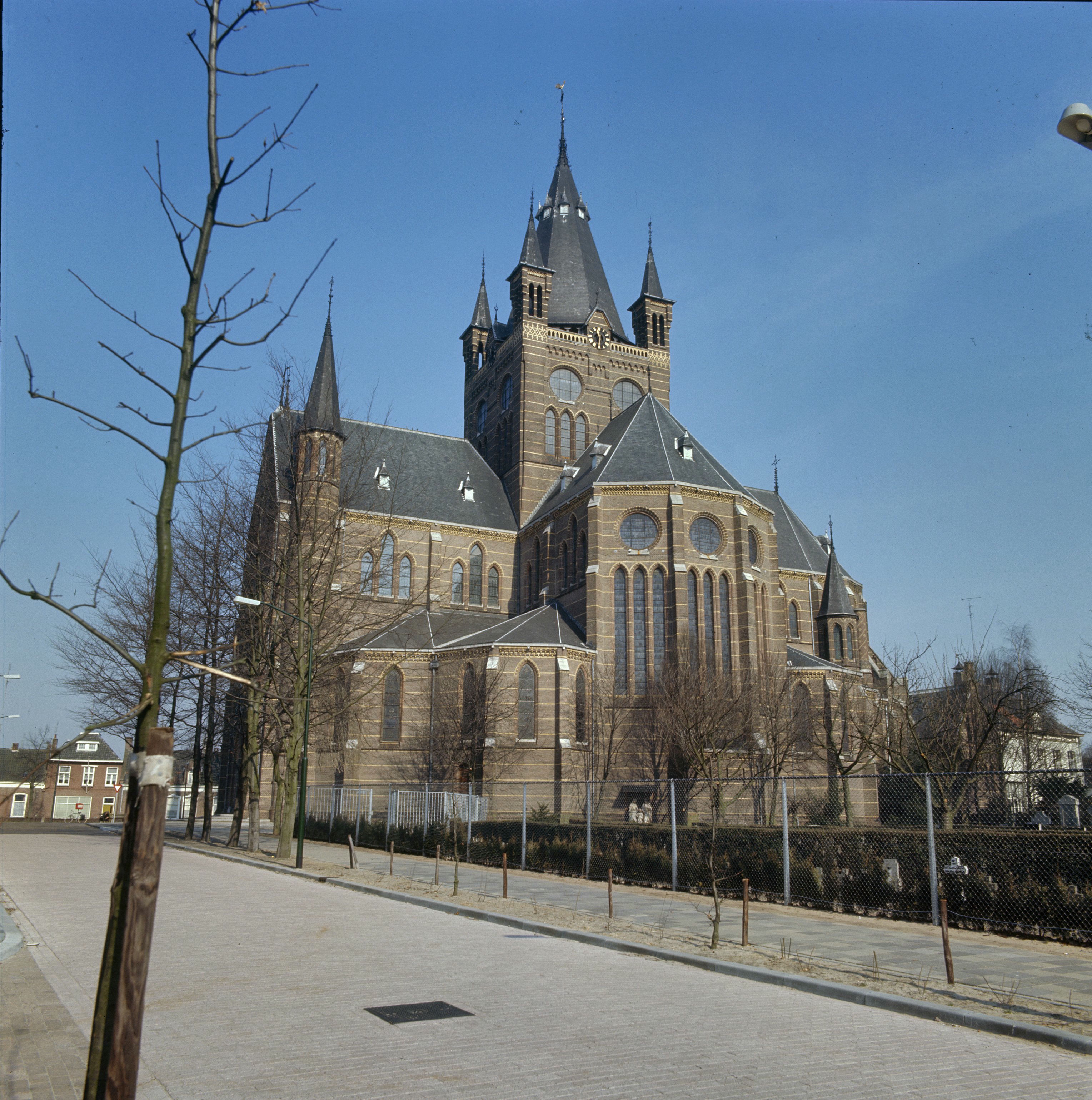
Iglesia neogótica de San Pedro ad Vincula proyectada por Pierre Cuypers
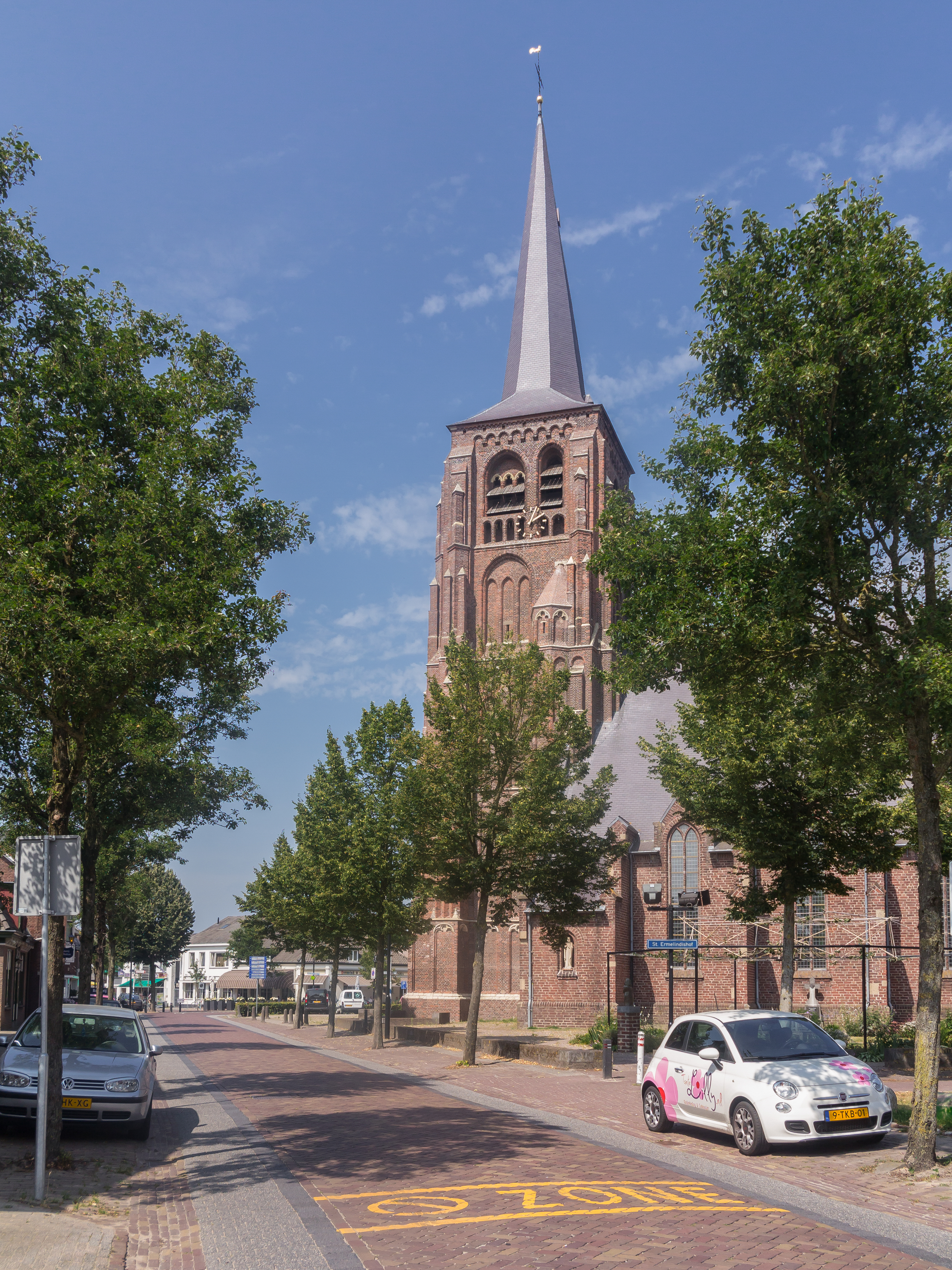
Moergestel, la iglesia: la Sint Janskerk
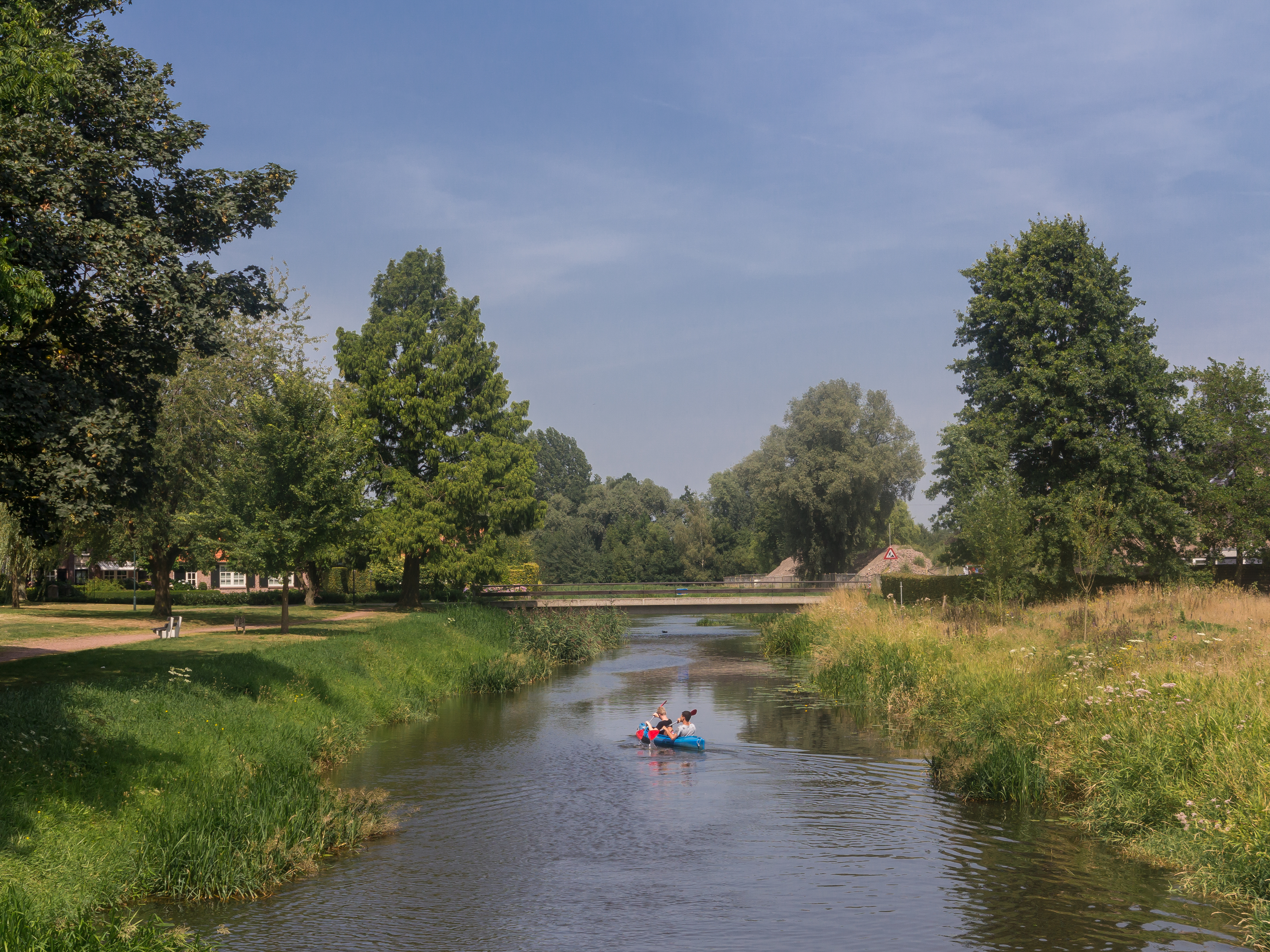
cerca Moergestel, el rio: Reusel